# Força de Chaytor
A Força de Chaytor (em inglês: Chaytor's Force) foi uma unidade militar composta do Império Britânico, equivalente a uma divisão[a] que fez parte do Corpo Montado do Deserto, que por sua vez fazia parte da Força Expedicionária Egípcia. Foi formada em 13 de agosto de 1918 e foi extinta em 31 de outubro do mesmo ano. Serviu na Campanha do Sinai e Palestina da Primeira Guerra Mundial e deve o seu nome ao seu comandante, o major-general neozelandês Edward Chaytor. Composta por 11 500 homens,[b] tinha as seguintes unidades: estado-maior, três brigadas de infantaria montada, uma brigada de infantaria, quatro batalhões independentes de infantaria e quatro baterias de artilharia. Foi destacado do Corpo Montado do Deserto para levar a cabo operações para enganar o inimigo.
A unidade foi formada para levar o alto comando otomano a pensar que todo o Corpo Montado do Deserto estava posicionado no flanco direito britânico. Foram criados campos militares, posições de artilharia e cavalos falsos. Foram usadas mulas para arrastarem ramos ao longo de caminhos, produzindo poeira, para dar a ilusão de movimento de tropas a cavalao. Todos os dias a infantaria marchava para o vale do Jordão e era retirada por camiões à noite, dando a ideia que se estava a fazer uma reunião de tropas. Mais tarde, a força foi encarregada da defesa do flanco direito da Força Expedicionária Egípcia, desde o norte do mar Morto até a um ponto 8 km a noroeste de Jericó, onde se encontrava com o Corpo XX. A Força de Chaytor enfrentou o Quarto Exército otomano até que este foi forçado a retirar em consequência das derrotas nas batalhas de Sarom e de Nablus.

## Operações
As ordens de Edmund Allenby, o General Officer Commanding da Força Expedicionária Egípcia para Chaytor eram para «estar vigilante e pronto para em qualquer momento tomar a ofensiva [...] para impedir que o inimigo retirasse tropas para reforçar outras partes da linha [da frente] ou se concentrasse contra o Corpo XX; fazer todos os esforços possíveis para proteger o flanco direito do Corpo XX quando este avançasse; e, se os turcos reduzissem a sua força no vale do Jordão, avançar para a ponte em Jisr ed Damieh e estar pronto para ir para leste atravessando o rio Jordão, para Es Salt e Amã, onde cooperaria com os árabes».
Entre 19 e 20 de setembro, enquanto decorriam as principais batalhas de Sarom e de Nablus, a Força de Chaytor segurou o flanco direito do Corpo XX que atacava na batalha de Nablus e o vale do Jordão contra o Quarto Exército otomano, ao mesmo tempo que levava a cabo demonstrações ativas. Os avanços do 2.º Batalhão do Regimento das Índias Ocidentais em direção a Bakr Ridge foram consolidados e continuaram na madrugada de 20 de setembro ao mesmo tempo que a 2.ª Brigada de Cavalaria Ligeira e a Infantaria de Patiala avançava em direção a leste ao longo do vale do Jordão, para Shunet Nimrin.

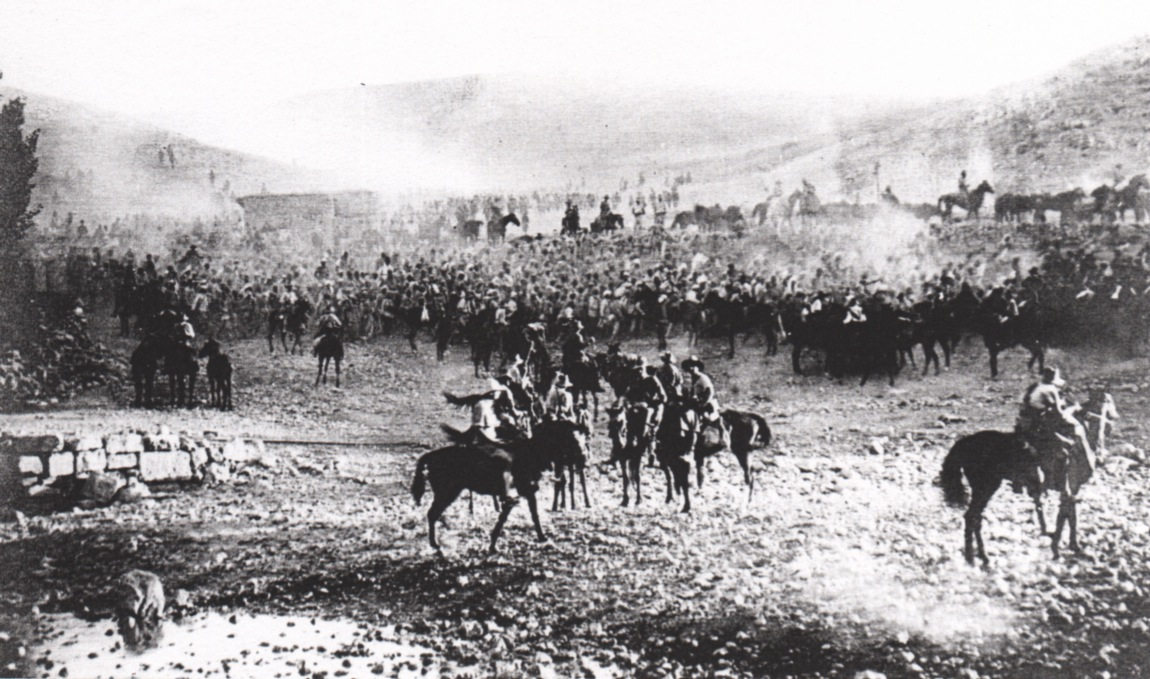
Prisioneiros capturados pela Força de Chaytor em Amã

No dia 21, quando a a retirada do Quarto Exército já tinha começado, a principal linha de retirada dos Oitavo e Sétimo exércitos otomanos nos montes da Judeia, a leste do vale do Jordão, foi cortada em Kh Fasail pelo regimento dos Auckland Mounted Rifles. A este regimento juntou-se o resto da brigada de Mounted Rifles da Nova Zelândia para o ataque a Jisr ed Damieh, a principal ponte sobre o rio Jordão usada pelas colunas otomanas em retirada.
No dia 22, os quartéis-generais da 53.ª Divisão otomana foram capturados em El Makhruk e a linha de retirada ao longo da estrada de Nablus foi cortada. Correndo o risco de serem esmagados por numerosas forças otomanas em retirada para a ponte de Jisr ed Damieh, a brigada de Mounted Rifles da Nova Zelândia e uma companhia do 1.º Batalhão do Regimento das Índias Ocidentais atacaram a ponte com um esquadrão do regimento dos Auckland Mounted Rifles e uma companhia do 1.º Batalhão das Índias Ocidentais  carregando sobre a ponte para perseguirem o inimigo e capturarem numerosos prisioneiros.
Os vaus do rio Jordão em Umm esh Shert e Mafid Jozele foram também capturado no dia 22 de setembro pelo 2.º Batalhão das Índias Ocidentais com o 3.º Regimento Light Horse, depois do 38.º dos Fuzileiros Reais ter capturado a posição de Mellaha no vale do Jordão.
A Força de Chaytor cruzou o rio Jordão a 23 de setembro no seu avanço para Es Salt, que foi tomada no início da noite depois das retaguardas terem sido capturadas. A força avançou depois para Amã, que foi atacada e tomada no dia 25. No dia 28, a Força de Chaytor capturou em Ziza a Força Sul do Quarto Exército otomano.
As primeiras unidades de Chaytor tinham cruzado o Jordão em 22 de setembro e no dia 2 de outubro Amã estava sob controlo britânico. Foram feitos 10 332 prisioneiros de guerra e capturadas 57 peças de artilharia, 147 metralhadoras, 11 locomotivas, 106 vagões ferroviários e 142 veículos.